# 李際春 (萬曆甲戌進士)
李際春（1543年—？），字華卿，直隸常州府武進縣民籍陝西涇陽縣人，明朝政治人物、進士出身。

## 生平
應天府鄉試第一百三十六名，萬曆二年（1574年）甲戌科會試第二百八十二名，登三甲第五十二名進士。授江西浮梁县知县，调湖广黄陂县。

## 家族
曾祖父李夔；祖父李瑄；父李鯾。母謝氏。永感下。